# Čajre
Čajre (cyr. Чајре) – wieś w Bośni i Hercegowinie, w Republice Serbskiej, w mieście Doboj. W 2013 roku liczyła 289 mieszkańców.